# Bellnhausen (Fronhausen)

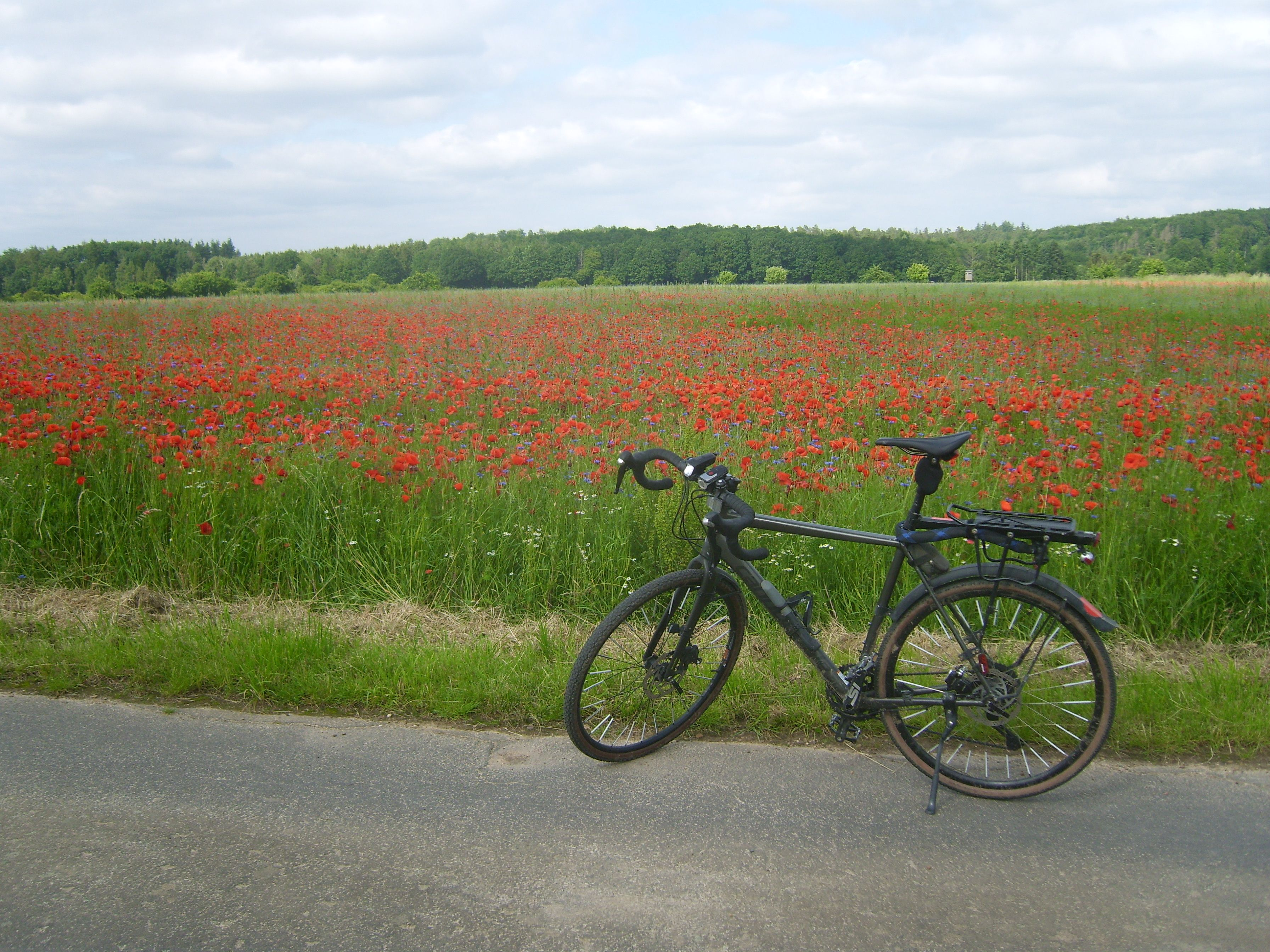
Klatschmohn- und Kornblumenfeld im Nordosten der Bellnhäuser Gemarkung, Westabdachung der Lahnberge (Juni 2024)

Bellnhausen ist ein Ortsteil der Gemeinde Fronhausen im mittelhessischen Landkreis Marburg-Biedenkopf.
Ein gleichnamiger Stadtteil von Gladenbach liegt nicht weit entfernt.

## Geschichte

### Ortsgeschichte
Die älteste bekannte schriftliche Erwähnung von Bellnhausen erfolgte unter dem Namen Bedelnhusen  im Jahr 1254 in einer Urkunde des Klosters Haina.
Während des Dreißigjährigen Krieges wurde der Ort 1634 und 1636 durch kaiserliche Truppen geplündert. 
1750 erfolgte der Bau eines Steges über die Lahn, 1759 Errichtung einer Zollstelle. 1842 wurde der Lahn–Steg durch eine breitere Holzbrücke ersetzt, 1877 eine neue Steinbrücke über die Lahn gebaut.
Im Zuge der Gebietsreform in Hessen erfolge am 1. Juli 1974 durch Landesgesetz der Zusammenschluss der bis dahin selbstständigen Gemeinden Bellnhausen, Erbenhausen, Fronhausen mit Sichertshausen, Hassenhausen, Holzhausen und Oberwalgern zur neuen Großgemeinde Fronhausen. Für alle ehemals eigenständigen Gemeinden von Fronhausen wurden Ortsbezirke gebildet.
Im Jahr 2004 feierte Bellnhausen sein 750-jähriges Bestehen mit einer Fotoausstellung, einem Osterfeuer, Grenzgängen und einer Festwoche.

### Verwaltungsgeschichte im Überblick
Die folgende Liste zeigt die Staaten und Verwaltungseinheiten, denen Bellnhausen angehört(e):
- vor 1567: Heiliges Römisches Reich, Landgrafschaft Hessen, Gericht Lohra (Gericht Lohra bestand aus den Orten Lohra, Nanzhausen, Willershausen, Rodenhausen, Seelbach, Rollshausen, Altenvers, Raimarshausen, Weiboldshausen, Kirchvers, Oberwalgern, Holzhausen, Stedebach und Damm)[6]
- ab 1567: Heiliges Römisches Reich, Landgrafschaft Hessen-Marburg, Gericht Lohra
- 1604–1648: Heiliges Römisches Reich, strittig zwischen Landgrafschaft Hessen-Darmstadt und Landgrafschaft Hessen-Kassel (Hessenkrieg), Gericht Lohra
- ab 1648: Heiliges Römisches Reich, Landgrafschaft Hessen-Kassel, Gericht Lohra
- ab 1686: Heiliges Römisches Reich, Landgrafschaft Hessen-Kassel, Amt Fronhausen[7]
- ab 1806: Landgrafschaft Hessen-Kassel, Amt Fronhausen
- 1807–1813: Königreich Westphalen, Departement der Werra, Distrikt Marburg, Kanton Ebsdorf
- ab 1815: Kurfürstentum Hessen, Amt Fronhausen[8]
- ab 1821: Kurfürstentum Hessen, Provinz Oberhessen, Landkreis Marburg[9][Anm. 2]
- ab 1848: Kurfürstentum Hessen, Bezirk Marburg
- ab 1851: Kurfürstentum Hessen, Provinz Oberhessen, Landkreis Marburg
- ab 1867: Königreich Preußen, Provinz Hessen-Nassau, Regierungsbezirk Kassel, Landkreis Marburg
- ab 1871: Deutsches Reich, Königreich Preußen, Provinz Hessen-Nassau, Regierungsbezirk Kassel, Landkreis Marburg
- ab 1918: Deutsches Reich, Freistaat Preußen, Provinz Hessen-Nassau, Regierungsbezirk Kassel, Landkreis Marburg
- ab 1944: Deutsches Reich, Freistaat Preußen, Provinz Kurhessen, Landkreis Marburg
- ab 1945: Amerikanische Besatzungszone,[Anm. 3] Groß-Hessen, Regierungsbezirk Kassel, Landkreis Marburg
- ab 1946: Amerikanische Besatzungszone, Hessen, Regierungsbezirk Kassel, Landkreis Marburg
- ab 1949: Bundesrepublik Deutschland, Hessen, Regierungsbezirk Kassel, Landkreis Marburg
- ab 1974: Bundesrepublik Deutschland, Hessen, Regierungsbezirk Kassel, Landkreis Marburg-Biedenkopf, Gemeinde Fronhausen[Anm. 4]
- ab 1981: Bundesrepublik Deutschland, Hessen, Regierungsbezirk Gießen, Landkreis Marburg-Biedenkopf, Gemeinde Fronhausen

### Gerichte seit 1821
Mit Edikt vom 29. Juni 1821 wurden in Kurhessen Verwaltung und Justiz getrennt. Der Kreis Marburg war für die Verwaltung und das Justizamt Fronhausen war als Gericht in erster Instanz für Bellnhausen zuständig. Nach der Annexion Kurhessens durch Preußen 1866 erfolgte am 1. September 1867 die Umbenennung des bisherigen Justizamtes in Amtsgericht Fronhausen. Das Amtsgericht Fronhausen wurde 1943 geschlossen. Es wurde zunächst als Zweigstelle des Amtsgerichts Marburg geführt und 1948 endgültig aufgelöst. Sein Gerichtsbezirk wurde dem Amtsgericht Marburg zugeteilt.

## Bevölkerung

### Einwohnerstruktur 2011
Nach den Erhebungen des Zensus 2011 lebten am Stichtag dem 9. Mai 2011 in Bellnhausen 425 Einwohner. Darunter waren 15 (3,5 %) Ausländer.
Nach dem Lebensalter waren 60 Einwohner unter 18 Jahren, 165 zwischen 18 und 49, 126 zwischen 50 und 64 und 87 Einwohner waren älter. Die Einwohner lebten in 189 Haushalten. Davon waren 54 Singlehaushalte, 57 Paare ohne Kinder und 63 Paare mit Kindern, sowie 15 Alleinerziehende und keine Wohngemeinschaften. In 33 Haushalten lebten ausschließlich Senioren und in 129 Haushaltungen lebten keine Senioren.

### Einwohnerentwicklung
| Quelle: Historisches Ortslexikon | |
| • 1467:                          | 14 Hausgesesse                                                                                        |
| • 1577:                          | 31 Hausgesessene                                                                                      |
| • 1630:                          | 28 Hausgesessene (6 zweispännige, 10 einspännige Ackerleute, 12 Einläuftige).                         |
| • 1681:                          | 28 hausgesessene Mannschaften                                                                         |
| • 1744:                          | 250 Einwohner                                                                                         |
| • 1838:                          | 278 Einwohner (Familien: 44 nutzungsberechtigte, 6 nicht nutzungsberechtigte Ortsbürger, 6 Beisassen) |
| • 1886:                          | 300 Einwohner                                                                                         |
| • 1925:                          | 341 Einwohner                                                                                         |
| • 1939:                          | 340 Einwohner                                                                                         |
| • 1950:                          | 480 Einwohner                                                                                         |
| • 1961:                          | 368 Einwohner                                                                                         |
| • 2011:                          | 435 Einwohner                                                                                         |

### Historische Religionszugehörigkeit
| Quelle: Historisches Ortslexikon | |
| • 1861:                          | alle Einwohner evangelisch-lutherisch                                                               |
| • 1885:                          | 300 Einwohner, davon 283 evangelische (= 94,33 %), kein katholischer, 17 andere Christen (= 5,67 %) |
| • 1961:                          | 321 evangelische (= 60,34 %), 40 römisch-katholische (= 7,52 %) Einwohner                           |

### Historische Erwerbstätigkeit
| Quelle: Historisches Ortslexikon | |
| • 1744:                          | Erwerbspersonen: vier Strumpfweber, ein Bäcker, ein Schneider, ein Drechsler, zwei Zimmermeister, 12 Leineweber, ein Maurer, zwei Schmiede, zwei Schäfer, ein Wirt, 38 Korbmacher, 10 Tagelöhner. |
| • 1838:                          | Familien: 40 Ackerbau, 3 Gewerbe, 7 Tagelöhner. |
| • 1961:                          | Erwerbspersonen: 88 Land- und Forstwirtschaft, 56 Produzierendes Gewerbe, 24 Handel und Verkehr, 23 Dienstleistungen und Sonstiges.                                                               |

## Politik
Für Bellnhausen besteht ein Ortsbezirk mit Ortsbeirat und Ortsvorsteher nach der Hessischen Gemeindeordnung. Er umfasst das Gebiet der ehemaligen Gemeinde Bellnhausen.
Der Ortsbeirat Bellnhausen  besteht aus fünf Mitgliedern. Bei den Kommunalwahlen in Hessen 2021 betrug die Wahlbeteiligung zum Ortsbeirat 73,71 %. Alle Kandidaten gehörten der Liste „Unser Dorf Bellnhausen“ an. Der Ortsbeirat wählte Lothar Mann zum Ortsvorsteher.

## Sehenswürdigkeiten
Sehenswert in Bellnhausen sind die alte Steinbrücke und das Bürgerhaus sowie der 1853 vom Bergmann Gustav Lentz in den Fels gehauene Felsenkeller.
Die Bellnhäuser Kirche wurde im 13. Jahrhundert erbaut.

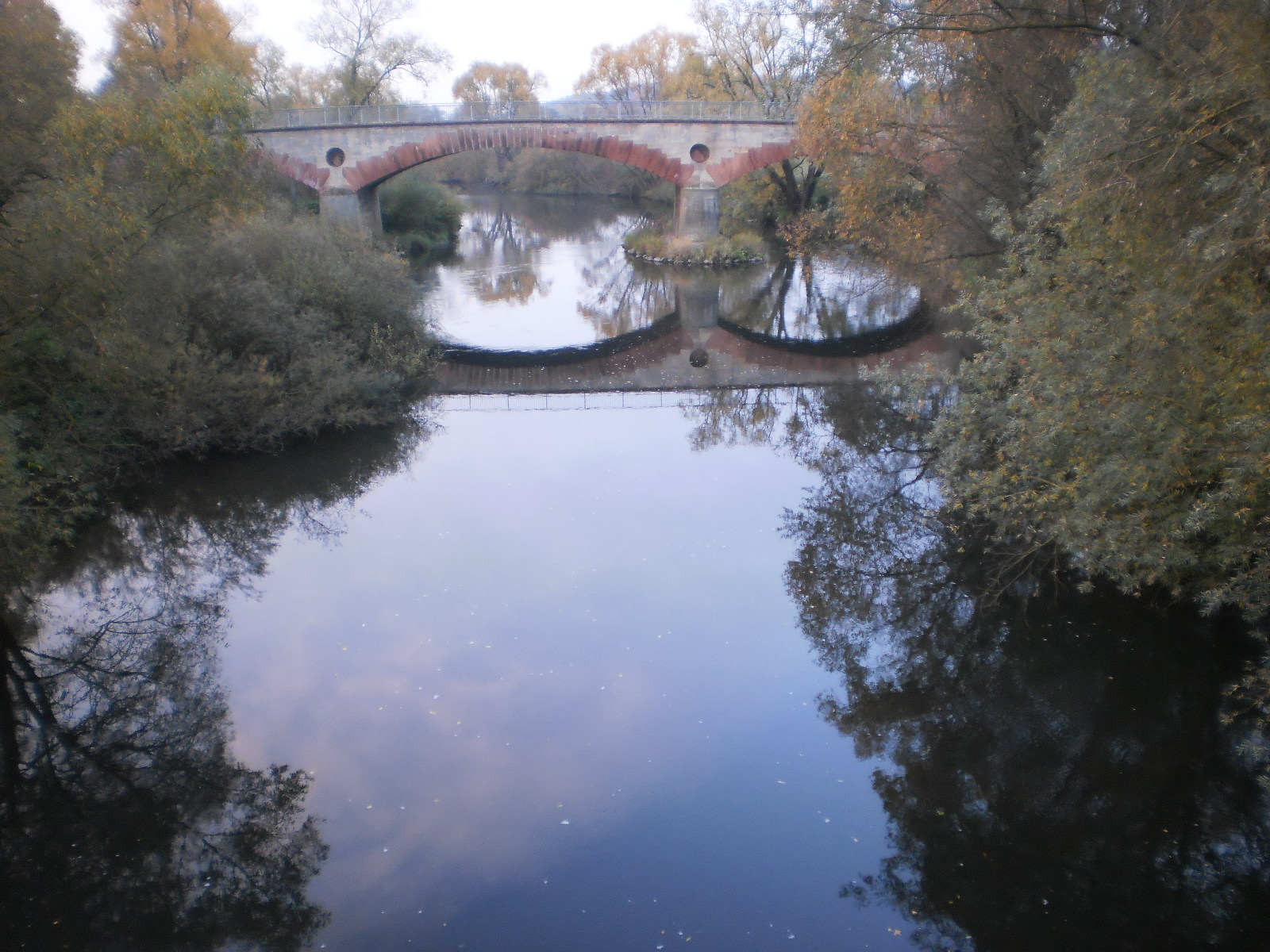
Die Lahnbrücke im Jahr 2015
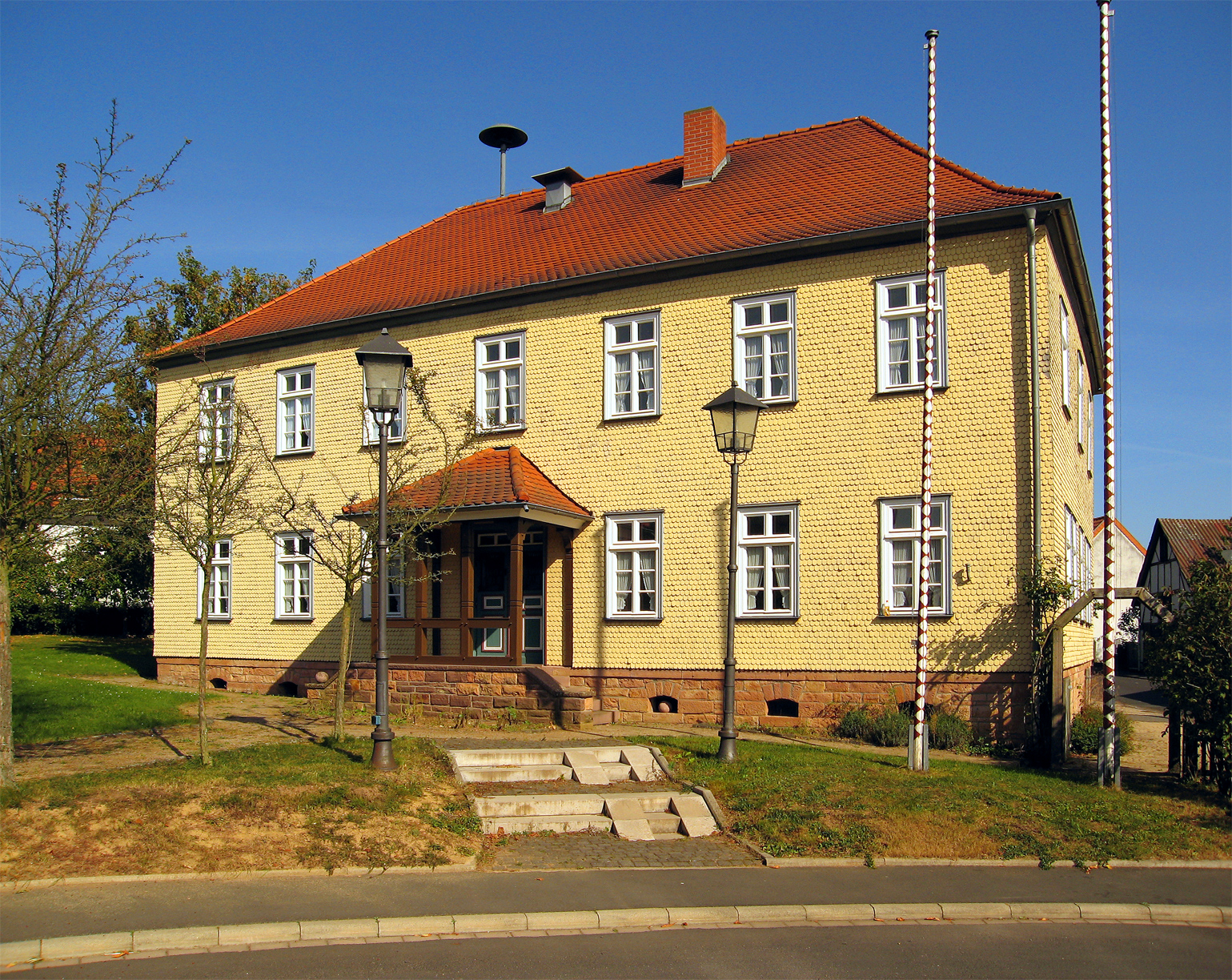
Das Bürgerhaus von Bellnhausen
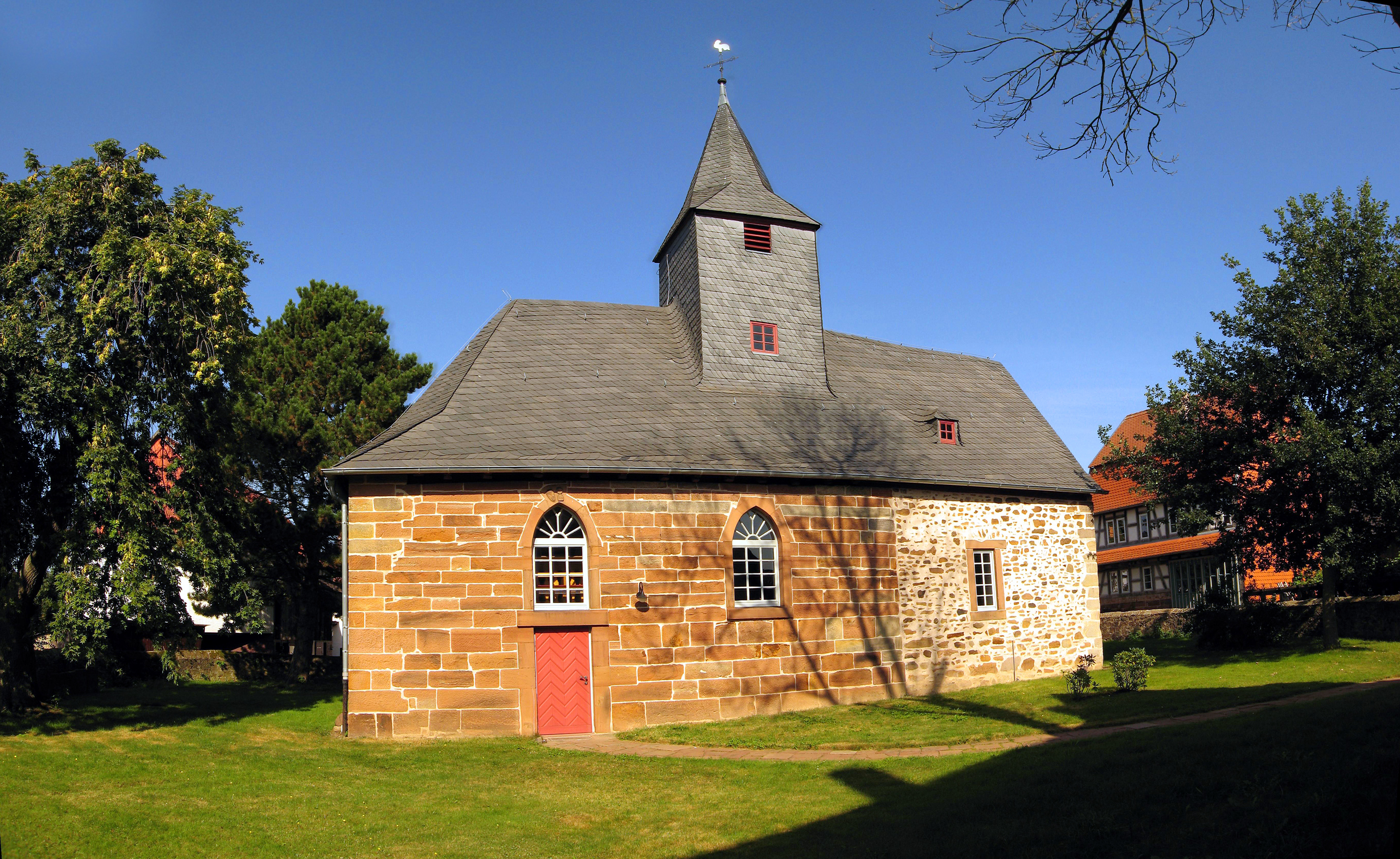
Die Kirche im Ort

## Verkehr
Bellnhausen wurde neben der Landwirtschaft über Jahrhunderte durch die Lage am Frankfurter Weg, einer wichtigen Fernhandelsstraße von Frankfurt am Main nach Bremen über Kassel geprägt. In der zweiten Hälfte des 19. Jh. verlor diese für den Ort an Bedeutung, da der Fernverkehr durch die Main-Weser-Bahn jetzt durchs benachbarte Fronhausen (Lahn) geprägt wurde.
Heute liegt der Ort an der Bundesstraße 3, die bis 1994 noch mitten durch den Ort verlief. Durch den Rückbau der alten B 3 hat der Ort seinen Charakter als Fachwerkdorf mit idyllischen Ecken wieder zurückerhalten, auch der Lahntalradweg führt über die alte Lahnbrücke und weiter auf der alten B 3 zum Nachbarortsteil Sichertshausen in Richtung Gießen.
Im Hauptort Fronhausen an der Lahn hält die Main-Weser-Bahn, mit teilweise umsteigefreier Verbindung bis Frankfurt.